# Alio

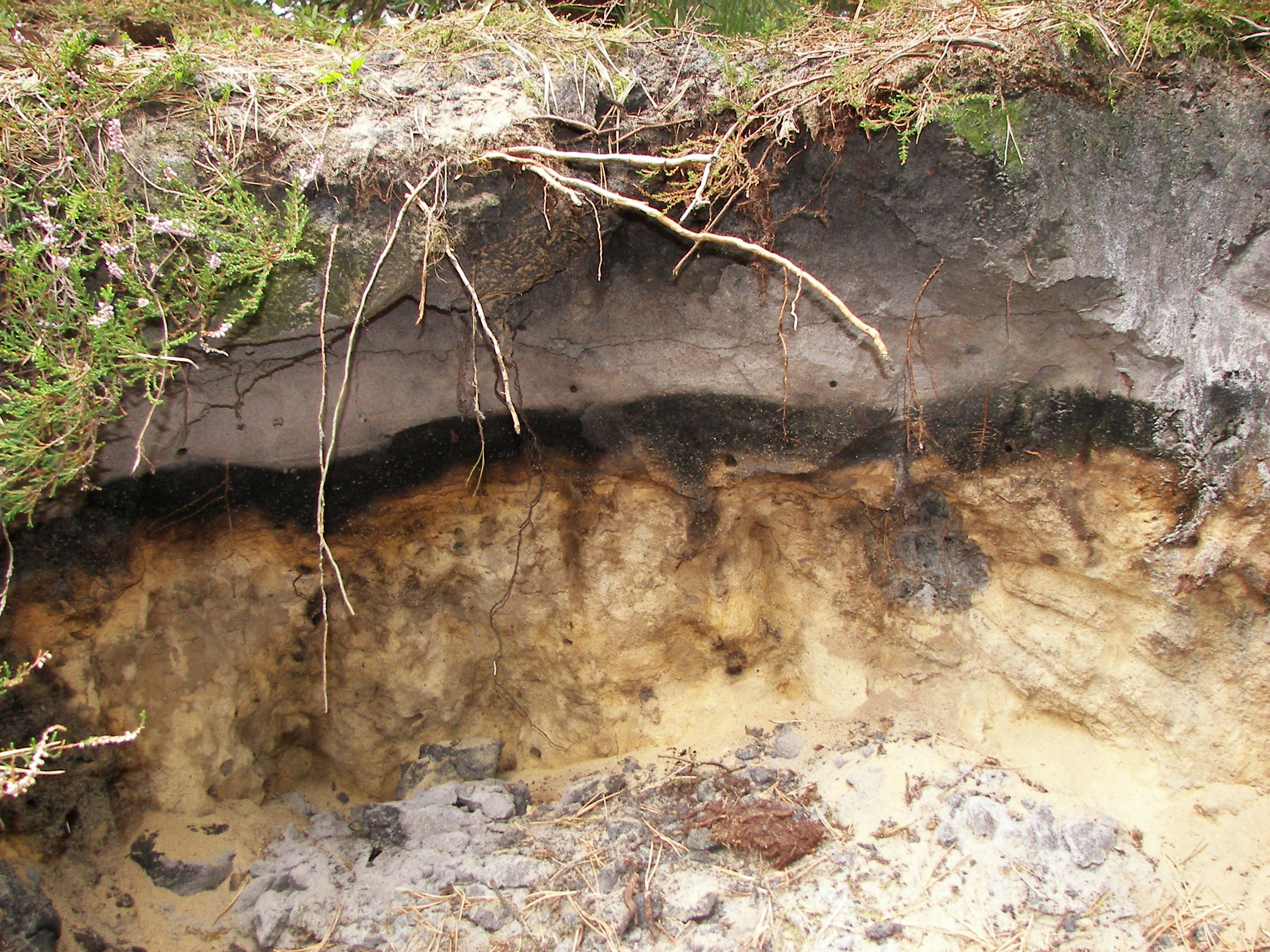
Suelo tipo podsol con una capa de alio (Brezal de Luneburgo, Alemania)

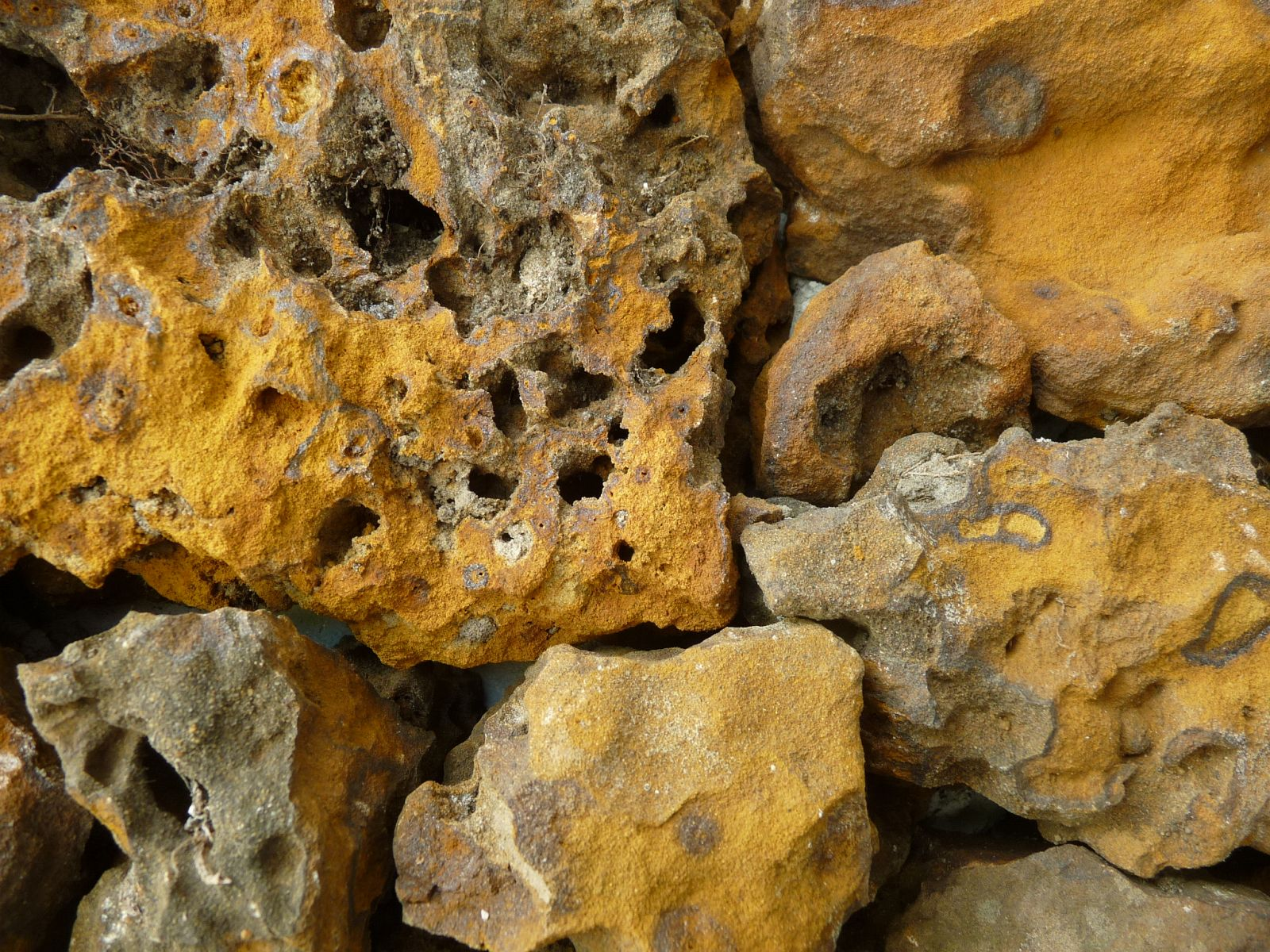
Piedras del alio procedentes de la región de las Landas (Francia), donde el alio es abundante y conocido como aliòs o garluche.

En ciencias del suelo, agricultura y jardinería, el alio es una capa densa del suelo, que generalmente se encuentra justo debajo de la capa superior del suelo. Aunque existen diferentes tipos de alios, todos comparten la característica general de ser una capa de suelo de distinta composición, que es en gran medida impermeable al agua. Algunos paneles rígidos están formados por depósitos en el suelo que fusionan y unen las partículas del suelo. Estos depósitos pueden variar desde sílice disuelta hasta matrices formadas por óxidos de hierro y carbonato de calcio. Otros son hechos por el hombre, como el alio formado por la compactación del arado repetido, particularmente con arados de vertedera, o por el tráfico pesado o la contaminación.

## Formaciones
La estructura del suelo afecta fuertemente su tendencia a formar una sartén dura. Una de esas condiciones comunes del suelo relacionadas con el alio es el pH del suelo. Los suelos ácidos se ven afectados con mayor frecuencia debido a la propensión de ciertas sales minerales, especialmente hierro y calcio, a formar complejos duros con partículas de suelo en condiciones ácidas.
Otro determinante importante es el tamaño de las partículas del suelo. Las partículas de arcilla son algunas de las partículas más pequeñas que se encuentran comúnmente en los suelos. Debido a su estructura, los espacios entre las partículas de arcilla individuales son pequeños y ya restringen el paso del agua, reduciendo la infiltración y, por lo tanto, el drenaje. Los suelos con un alto contenido de arcilla también se compactan fácilmente y se ven afectados por descargas artificiales. Las partículas de arcilla tienen una fuerte carga electrostática negativa y se unirán fácilmente a los iones cargados positivamente disueltos en la matriz de agua del suelo. Las sales comunes, como los iones de sodio contenidos en las aguas residuales, pueden cumplir esta función y dar lugar a un alio localizado en algunos tipos de suelo. Esta es una causa común de falla del sistema séptico debido a la prevención de drenaje adecuado en el campo.

## Inconvenientes y métodos alternativos
Los alios puede ser un problema en la agricultura y la jardinería al impedir el drenaje de agua y restringir el crecimiento de las raíces vegetales. En estas situaciones, el alio puede romperse por medios mecánicos como cavar o arar, o mediante el uso de enmiendas del suelo. La horca de doble mango es una herramienta manual específicamente diseñada para esta tarea; También se puede utilizar un tenedor de excavación o una pala. El arado de cincel hace un trabajo similar con la ayuda de un tractor.
El uso de enmiendas del suelo también se puede emplear para alterar la estructura del suelo y promover la disolución de la bandeja dura. Se ha observado que aumentar la cantidad de materia orgánica del suelo a través del trabajo de estiércol, compost o turba puede mejorar el drenaje local y promover la proliferación de lombrices de tierra que, con el tiempo, pueden romper capas duras relativamente delgadas.
Los alios más difíciles pueden mejorarse aún más mediante la acción de ajustar el pH del suelo con cal si el suelo es ácido, y con la adición de yeso. Esta combinación puede ayudar a aflojar las partículas de arcilla unidas a una superficie dura por las acciones de sales duras como el hierro, el carbonato de calcio y el sodio, al promover su movilidad a través de un pH más alto y al mismo tiempo ser una fuente adecuada de intercambio de minerales (el yeso). Esto funciona porque las sales del yeso, aunque no son "blandas", aún son permeables al agua y tienen una estructura más grande y más abierta, cuyos resultados no promueven una matriz tan dura como se reemplazó. Sin embargo, a diferencia de cuando se emplean medios mecánicos, romper un hardpan mediante el uso de enmiendas puede requerir acción a lo largo de los años, e incluso en ese caso no se garantiza el éxito. Los resultados están determinados principalmente por cuán extenso y / o intratable es el alio.